# Alexandre Garcia
Alexandre Garcia va ser un mestre català nascut a Reus (el Baix Camp) cap al 1793 i mort a la mateixa ciutat després de 1872. No hi ha dades precises conegudes sobre els anys de naixement o mort.

## Biografia
Va ser un dels mestres més coneguts pels reusencs durant una bona part del segle xix. El 1813 exercia ja de mestre a Garcia i el 1814 era a Reus, el poble de la seva dona, on s'instal·là al carrer de sant Esteve, segons un anunci publicat durant tot el mes de febrer d'aquell any al Periódico Político y Mercantil de la Villa de Reus, que explicava que era mestre en les tres nobles arts de llegir, escriure i comptar. Durant un temps exercí també a Falset (el Priorat), i es conserva correspondència que el volien per mestre a Mont-roig (el Baix Camp), a Cambrils (el Baix Camp) i a Alcoi (l'Alcoià). El 1823 tornava a donar classes a Reus.
El 1843 va ser nomenat membre de la Academia Literaria y Científica de Instrucción Elemental y Superior de Madrid, i va ser membre de mèrit o honorari d'altres acadèmies de Burgos, Santander, Palència, Múrcia i Badajoz (Espanya). Pel novembre de 1843 va iniciar classes de lectura gratuïtes per a nois de més de catorze anys, els diumenges, a la "Sociedad Patriótica de Fomento de la Ilustración", un dels primers ateneus fundats a Reus. El 1845 va ser nomenat examinador per la Junta Superior de Tarragona i més tard ho va ser de les oposicions per a dotar les places municipals de Reus. Algunes vegades els exàmens eren públics, com el 1851, quan va examinar 140 alumnes davant de més de 1.200 persones. El 1852 va ser un dels fundadors de la Societat El Círcol, i el 1859 va cooperar en la fundació del Centre de Lectura, entitat de la que en va ser president el 1860. El Eco del Centro de Lectura, portaveu de l'entitat, el qualificava l'any 1859 de degà dels mestres reusencs, amb més de 50 anys de professió, cosa que volia dir que havia començat a ensenyar abans de 1809. El 1862 donava classes de gramàtica castellana a la societat La Joven Literaria, presidida per Francesc Nacente. Quan Joan Prim va visitar Reus després de la revolució de setembre de 1868, va preguntar per Alexandre Garcia, que havia estat el seu mestre de primeres lletres, i es van abraçar efusivament. El 1869 la Junta Revolucionària de Reus el nomenà agregat a la secretaria de l'Ajuntament, i mestre de la casa de caritat. Per l'octubre de 1872 l'ajuntament va rebre una notificació de la seva greu malaltia, i se suposa que morí el 1873, encara que la plaça de mestre que ell deixà vacant no es cobrí fins al 1877.

## Obres
Publicà diversos llibres: Educación completa. Reus: por Francisco Roca, impresor, 1840, on tractava de la cultura intel·lectual i física i dels avantatges d'ensenyar-les conjuntament, un Compendio de gramática castellana que para uso de los alumnos de la Sociedad Patriótica de Fomento de la Ilustración de esta villa i de su establecimiento de educación completa ordenó D. Alejandro García. Reus: por N. Roca, impresor, 1842, i unes Definiciones de aritmética que para uso de su establecimiento de educación completa é instrucción enciclopédica ordenó D. Alejandro García. 2a ed. aumentada con el sistema métrico. Reus: Imprenta de Pedro Sabater, 1851. El 1852 va repartir a tots els notaris de Reus un opuscle amb la nomenclatura del Sistema mètric decimal perquè el nou sistema l'utilitzessin en les escriptures.